# Епафродит
Вижте пояснителната страница за други личности с името Епафродит.
Епафродит (на гръцки: Επαφρόδιτος) в Новия завет е един от седемдесетте апостоли изпратен като посланик при филипяните от апостол Павел.

## Име
Името Епафродит (Επαφρόδιτος) е много често за епохата лично име, производно от Афродита, означаващо „любим“ или „чаровен“. Името се среща с алтернативни изписвания (81-2 пр. Хр.) – Επαφρόδειτος и Επαφρόδειτον. Среща се и конкрактираната форма Επαφράς, Епафрас. В документи от II век се среща употребата му като прилагателно: „по време на приятното управление на Ларций Мемор“.
Някои свързват Епафродит с друго лично име от Новия Завет Епафрас (Колосяни 1:7, 4:12; Филимон 23) с твърдението, че това е контрактираната или умалителната форма на Епафродит, посланика при филипяните. Но няма никакви данни за подобна идентификация, името е много често и вероятно Епафродит е различен от Епафрас, жител на Колоса.

## Биография
Епафродит се споменава като християнски мисионер в Посланието към филипяните на апостол Павел (2:25-30, 4:18). Епафродит е делегат на християнската община във Филипи до апостол Павел с дарове по време на първото му затваряне в Ефес.
| „ | Получих всичко и имам излишно; преизпълних се с блага, като приех пратения от вас по Епафродита дар, който е мирис благоуханен, жертва приятна, благо угодна Богу. (Филипяни, 4:18) | “ |

Павел в 2:25 го нарича „...брата Епафродита, мой сътрудник и съратник, а ваш пратеник и услужник в нуждите ми“ (Филипяни, 2:25). Трите думи „брат“, „сътрудник“ и „съратник“ са подредени в низходящ ред: обща симпатия, обща работа, обща заплаха и страдание. По-нататък той е описан като пратеник, но е използвана думата „апостол“ (ἀπόστολος). „Услужник“  е λειτουργός, термин с административна употреба, означаващ държавен служител, често такъв, който има финансов ресурс да изпълнява функциите си, така че Епародит може би е не само официално лице на Филипийската църква, но и човек със средства, способен да финансира дара на Павел от 4:18.
При пристигането си Епафродит се посвещава на „работата на Христа“, грижейки се за Павел и помагайки му в мисионерската работа. Трудът му е така отдаден, че губи здравето си и по думите на Павел „той боледува до умиране; но Бог го помилува“ (Филипяни, 2:27). След оздравяването му Павел го изпраща обратно във Филипи с това писмо, за да успокои притесненията на хриятелите му, които научили за сериозната му болест, и ги моли да го приемат с почит (Филипяни 2:28-29).
Библейският коментатор Уилиа Баркли предполага, че Епафродит може би най-вероятно е анонимният арбирът, който Павел призовава в писмото си да се намеси в спора между членовете на църквата Еводия и Синтихия.
Иполит Римски в своя списък на седемдесетте апостоли включва „Епафродит, епископ на Андриака“. Град Андриака има в Тракия и друг в Мала Азия.